# Scurelle
Scurelle (Scurele in dialetto locale) è un comune italiano di 1 370 abitanti della provincia autonoma di Trento.

## Geografia fisica

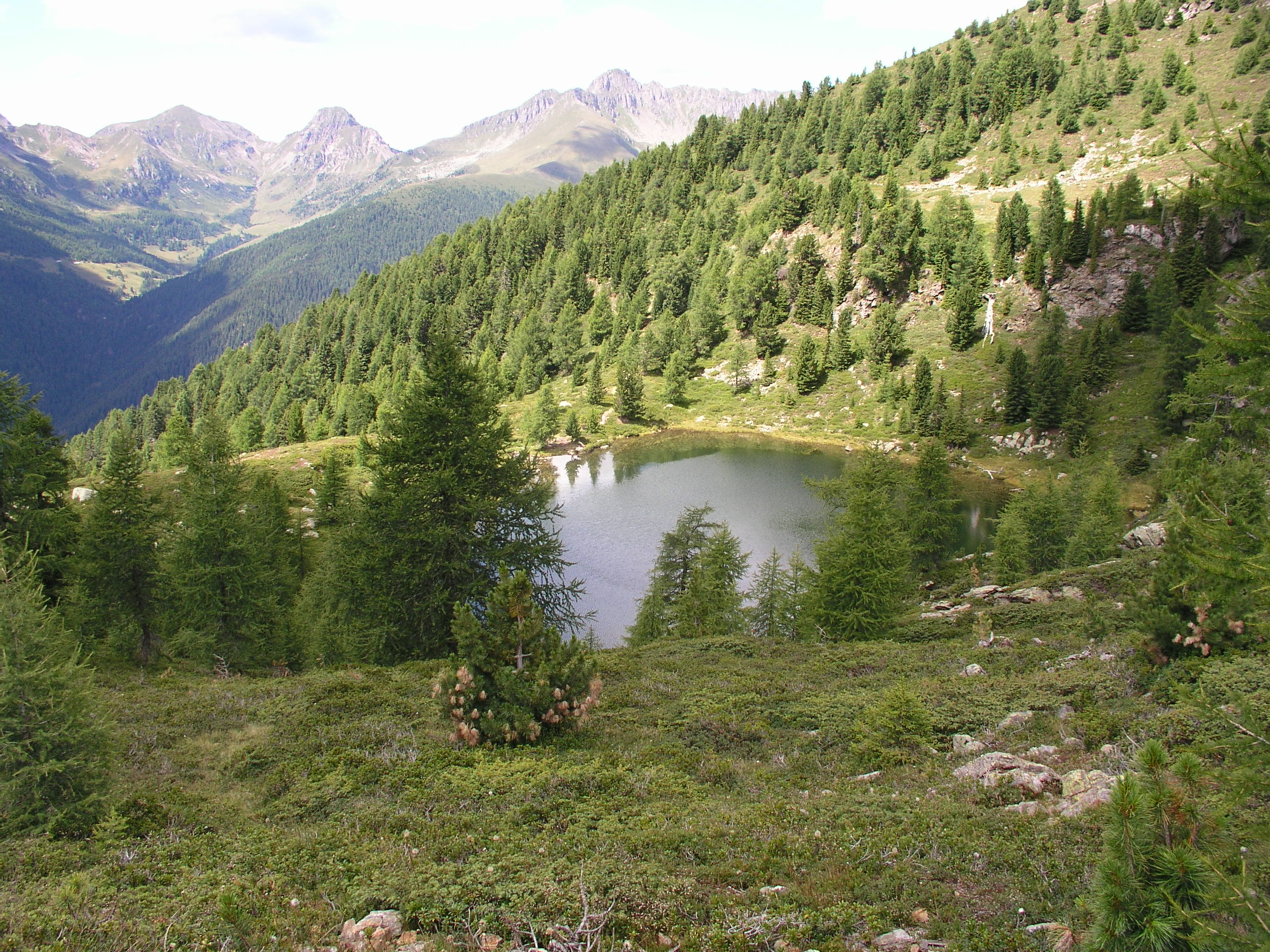
Il lago di Nassere, nel territorio comunale di Scurelle

Il paese di Scurelle si trova in una delle anse più ampie dell'intera Valsugana. In posizione per la maggior parte pianeggiante con esposizione a sud, Scurelle sorge ai piedi della collina che sale fino alle pendici del Monte Cima.

## Origini del nome
Il nome deriva probabilmente dalla parola latina Scura, che significa scuderia, infatti vi si trovavano alcune scuderie che servivano i passanti della Via Claudia Augusta Altinate. Il paese era dominato dal "Castelliere" o "Castellare" fortificazione difensiva e di controllo nelle cui vicinanze passava un'importante via di comunicazione, molto probabilmente la Via Claudia Augusta Altinate.

## Storia

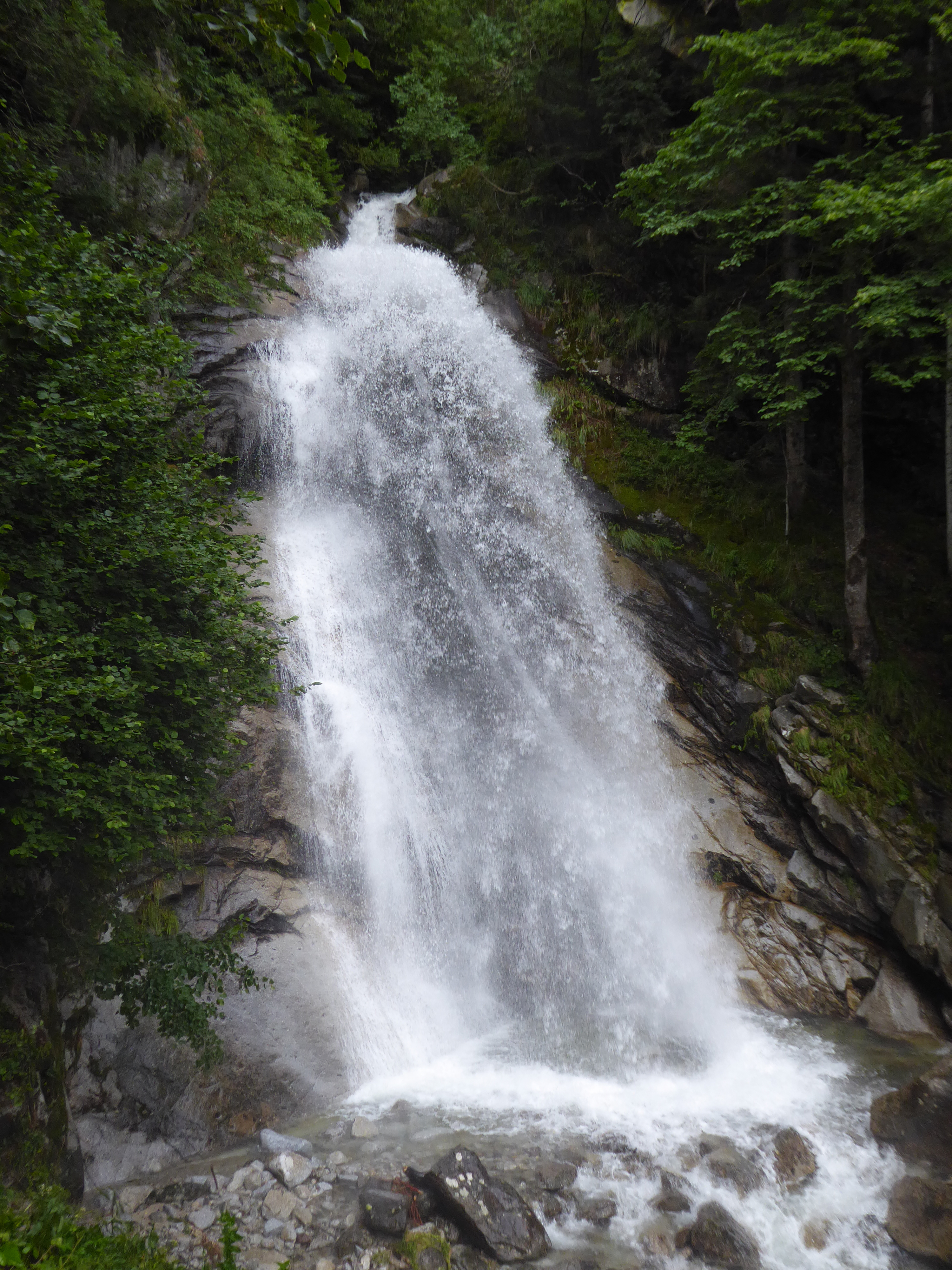
La cascata della Brentana lungo la strada per la Val Campelle

Si è ritenuto che il centro abitato sia sorto in epoca molto antica; nelle sue vicinanze infatti furono trovati frammenti di vasi fatti risalire al V secolo a.C. Sullo sperone di roccia che domina l'abitato di Scurelle, sorgeva il Castel Nerva o Castello di San Martino distrutto nel 1365 durante la guerra tra i conti del Tirolo e Francesco da Carrara. Intorno al XVI secolo nel paese si sviluppa una notevole intraprendenza agricola commerciale e industriale. Il territorio era uno dei più fertili della Valsugana.
Risale al 9 novembre 1552 una stesura della Regulae Communitatis Scurellarum meglio conosciuta come carta di regola del comune di Scurelle, una sorta di vero e proprio codice legislativo che da recenti ricerche pare che ne esistesse una copia molto più antica. È la più antica delle regole della Valsugana.
Intorno al 1700 grande importanza ebbe la coltivazione del gelso e l'allevamento del baco da seta tantoché verso la metà del secolo sorgeva un fiorente filatoio. In seguito, accanto al filatoio venne aggiunta una cartiera che produceva e produce tuttora carta pregiata grazie all'ottima qualità della sorgente d'acqua che veniva adoperata per le sue lavorazioni.
Lungo il corso della roggia industriale che attraversa tutt'oggi il paese sorsero anche un'officina di fabbro ferraio, un mulino e una segheria. Nei tempi più recenti sono sorte anche numerose centraline idroelettriche. Questo fervore industriale portò un certo benessere in paese che fu però interrotto dalle grandi inondazioni del 1825 e del 1882 che provocarono grandi danni agli stabilimenti e alla campagna cosicché molti furono costretti ad emigrare verso terre anche molto lontane: Štivor, Argentina, Vorarlberg (Kennelbach).
Agli inizi del 1900 le attività economiche industriali ripresero ma furono dopo pochi anni interrotte da un evento catastrofico: lo scoppio della prima guerra mondiale. Il paese di Scurelle che finora aveva fatto parte dell'Impero Austro-ungarico si venne a trovare proprio nel mezzo dei due fuochi dal maggio 1915, data dell'entrata in guerra dell'Italia, al 1917 quando a seguito della disfatta di Caporetto, le truppe italiane si ritirarono sul Monte Grappa. Completamente incendiato e distrutto dai bombardamenti, il paese al termine del conflitto si presentava come una desolante distesa di cumuli di macerie, tantoché venne definito dallo storico Ottone Brentari "il cimitero del Trentino".
Già nei primi anni venti il paese venne completamente ricostruito insieme agli stabilimenti industriali.
Nel 1928, a seguito di un decreto del governo di Mussolini il paese perse la sua autonomia venendo aggregato al comune di Strigno. Solo nel 1946 Scurelle ritornò autonomo. Dopo le due guerre il paese ebbe un graduale e notevole sviluppo economico e sociale.
Attualmente il paese è uno dei centri industriali più importanti della Valsugana.

### Simboli
Lo stemma è stato riconosciuto con D.P.C.M. del 1º ottobre 1955.
Il gonfalone, concesso con D.P.R. del 24 gennaio 1956, è un drappo partito di azzurro e di verde.

## Monumenti e luoghi d'interesse

### Architetture religiose

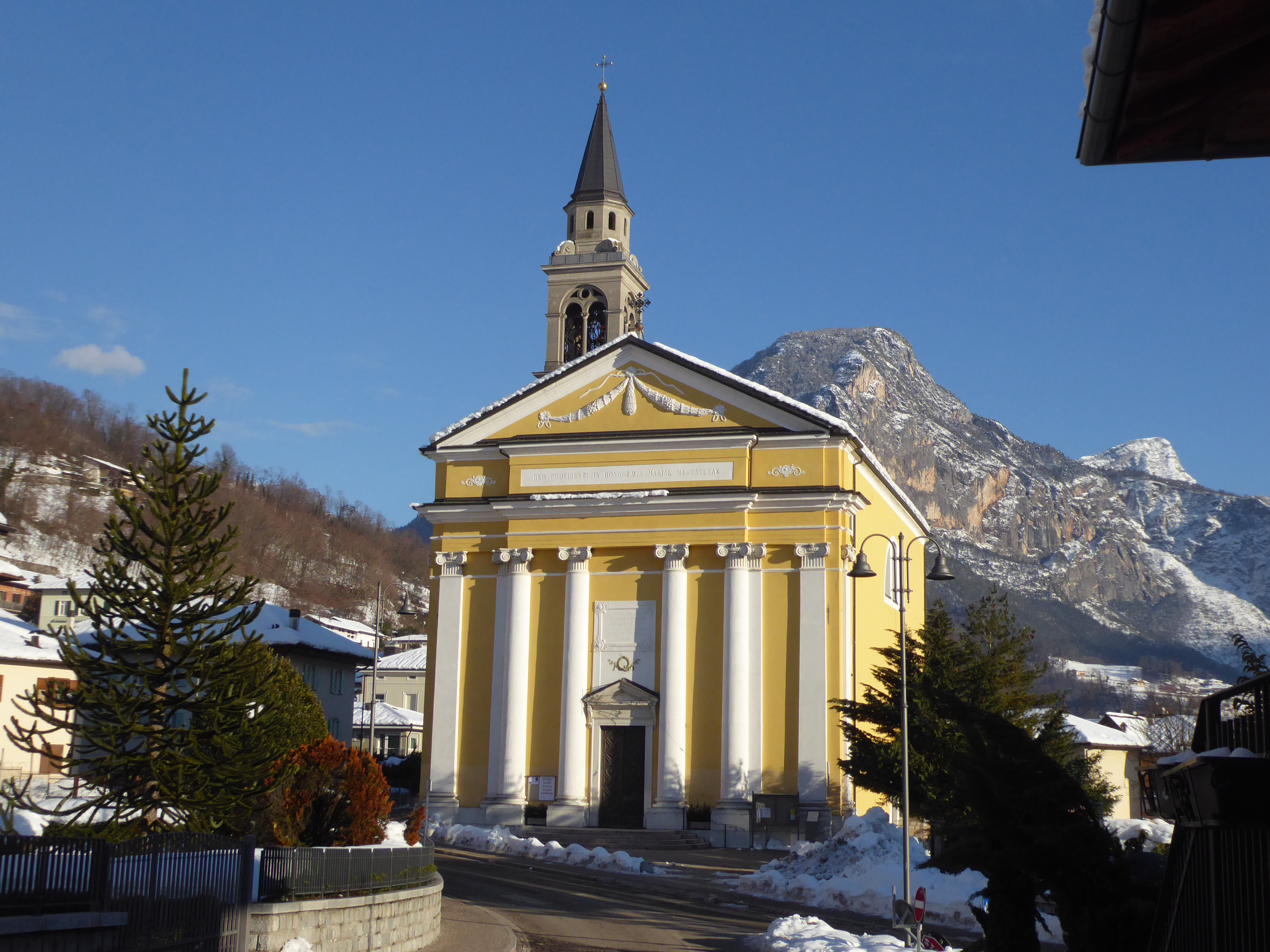
La chiesa di Santa Maria Maddalena

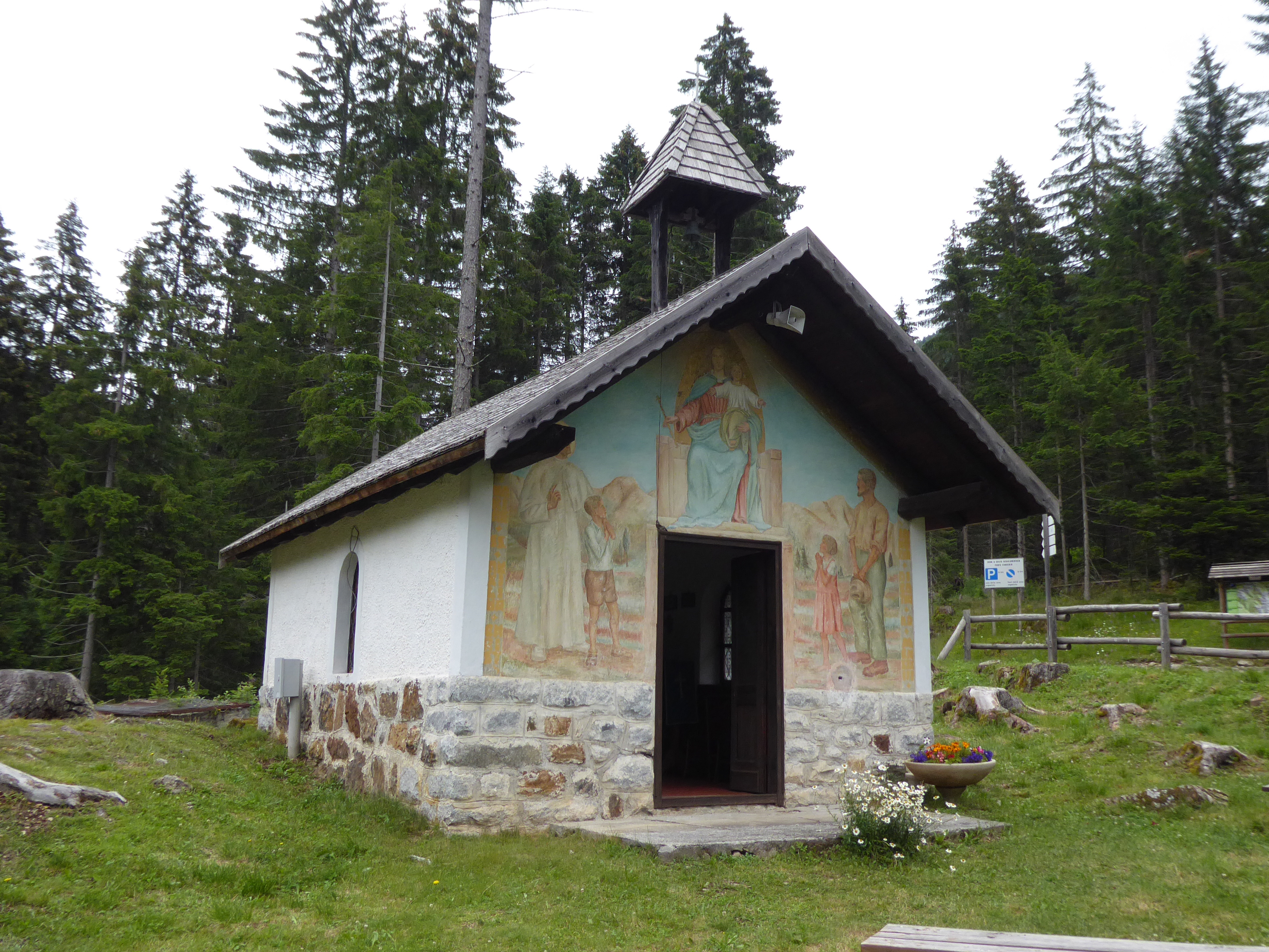
La cappella di Santa Maria Ausiliatrice presso il Rifugio Carlettini

- Chiesa di Santa Maria Maddalena, parrocchiale. La prima notizia certa dell'esistenza di una chiesa a Scurelle risale al 1312, costruita probabilmente sul luogo ove ora sorge la chiesa parrocchiale dedicata a Santa Maria Maddalena; venne ampliata nel periodo del concilio di Trento come testimonia la data incisa su una delle mensole in granito che sorreggono il tetto a protezione dell'odierna entrata a Nord. Nel 1822 venne demolita e completamente ricostruita. Fu inaugurata nel 1827. L'antico campanile gotico alpino (molto simile a quello di Strigno), mantenuto nonostante il totale rifacimento della chiesa nel 1822 venne purtroppo distrutto durante i bombardamenti della prima guerra mondiale. L'attuale possente campanile granitico venne edificato su progetto di Emilio Paor tra il 1924 e il 1927 ed è alto 55 metri. Durante il Primo Conflitto Mondiale anche la chiesa parrocchiale venne incendiata subendo ingenti danni. Rimasero in piedi solo le mura perimetrali e parte del tetto, ma la caparbietà della gente di Scurelle rientrata in paese dopo la fine della Guerra, permise la riapertura al culto nel 1922. La chiesa di Scurelle rientra tra le monumentali.
- San Valentino. Sul cocuzzolo a Nord del paese sotto gli speroni rocciosi sui quali si ergono i pochi resti delle mura di Castel Nerva, sorge la piccola chiesa dedicata ai Santi Martino e Valentino. La prima notizia circa l'esistenza di questa chiesetta risale al 1517 ma nel corso degli ultimi restauri operati nel 2000, sono emersi alcuni elementi che fanno ritenere la sua costruzione molto più antica, verso la fine del 1300. Come testimonia la data incisa sull'arco trionfale al suo interno, nel 1648 la chiesa subì dei restauri; in particolare venne rialzata e furono aggiunte così le finestre laterali verso Sud. Anche il campanile fu di conseguenza rialzato. A circa metà altezza delle pareti Sud e Ovest del campanile, nel corso dei restauri avvenuti negli ultimi anni, sono venute alla luce delle bifore in pietra che confermano l'originaria fattezza molto più ridotta rispetto all'attuale. Durante la peste del 1600 la chiesa divenne lazzaretto del paese. Si ritiene che in questo periodo gli affreschi sulle pareti interne vennero coperti da molti strati di calce apposta di tanto in tanto per disinfettare i locali. Secondo quanto affermato in un manoscritto del dopoguerra, a seguito dei bombardamenti della prima guerra mondiale, i vari strati di calce si staccarono dalle pareti mettendo in luce numerosi affreschi. Stando sempre alle indicazioni fornite in questo manoscritto, il parroco di allora fece togliere definitivamente queste pitture perché ritenute indecenti, conservando solo l'immagine del martirio di S. Sebastiano ancor oggi visibile e perfettamente conservato. In un documento redatto nel 1903 in occasione della visita della Commissione delle Belle Arti di Vienna, viene fatta una minuziosa descrizione degli interni e dello stato di conservazione degli affreschi esterni; in particolare, il soffitto interno a cassettoni lavorati e dipinti si presentava di notevole pregio così come l'altare maggiore in legno finemente lavorato e decorato d'oro, dono dell'imperatrice Maria Teresa d'Austria. Tutto questo venne incendiato e distrutto durante la Prima Guerra Mondiale. Durante gli ultimi restauri sono stati ripuliti e consolidati anche gli affreschi esterni che, a causa dell'incuria subita negli anni del dopoguerra, si erano molto deteriorati. Sulla parete Sud del campanile vi è un grande affresco che raffigura San Cristoforo. A fianco si trova l'affresco forse il più antico, che ritrae la Madonna sul trono col Bambino Gesù in braccio. Accanto alla porta d'entrata si trova l'affresco di epoca posteriore (1500 ca.) raffigurante la scena di San Martino che dona il mantello al povero.
- San Gaetano. La chiesa di San Gaetano, posta poco distante dalla Piazza Maggiore, è stata costruita nel 1715 ed era di proprietà dei baroni Buffa da Telve. Completamente distrutta dalla Prima Guerra Mondiale conserva ancora l'originario portale in marmo bianco e rosso.
- Santa Maria Ausiliatrice. Costruita agli inizi degli anni trenta, si trova nei pressi del Rifugio Carlettini in Val Campelle.

## Società

### Evoluzione demografica
Abitanti censiti

## Geografia antropica
Nel 1928 il comune viene soppresso e i suoi territori aggregati al comune di Strigno; nel 1947 il comune viene ricostituito (Censimento 1936: pop. res. 990).